# بریتیش پییر (کشتی)
بریتیش پییر (کشتی) (به انگلیسی: British Peer (ship)) یک کشتی بود که طول آن ۲۴۷٫۵ فوت (۷۵ متر) بود.